# تلویزیا پولسکا
تلویزیا پولسکا (انگلیسی: Telewizja Polska) شرکت دولتی رسانه‌ای لهستان است، که در سال ۱۹۵۲ تأسیس شد.